# Arbre à chat
Un arbre à chat est une structure à plusieurs niveaux constituée de différents matériaux ; généralement le bois, le tissu, la corde et les fibres végétales sont utilisés comme matière première.
Ils sont élaborés dans le but de divertir les chats, de développer leurs capacités innées de félin et d'exprimer leur instinct en préservant les meubles. Cela passe par l’ajout de divers jouets, nichoirs et plateaux pour s’agripper et sauter.
Le fait d'avoir certaines parties recouvertes de fibre végétale comme le sisal permet aux chats domestiques d’entretenir leurs griffes comme ils le feraient dans la nature. À ne pas confondre avec un grattoir à chat ou griffoir.

## Classification
Les arbres à chat sont classés en trois catégories, en fonction de leur hauteur :
- les petits arbres à chat, d’une hauteur inférieure à 1 mètre ;
- les arbres à chat moyens, d’une hauteur comprise entre 1 et 1,6 mètre ;
- les grands arbres à chat, d’une hauteur supérieure à 1,6 mètre.

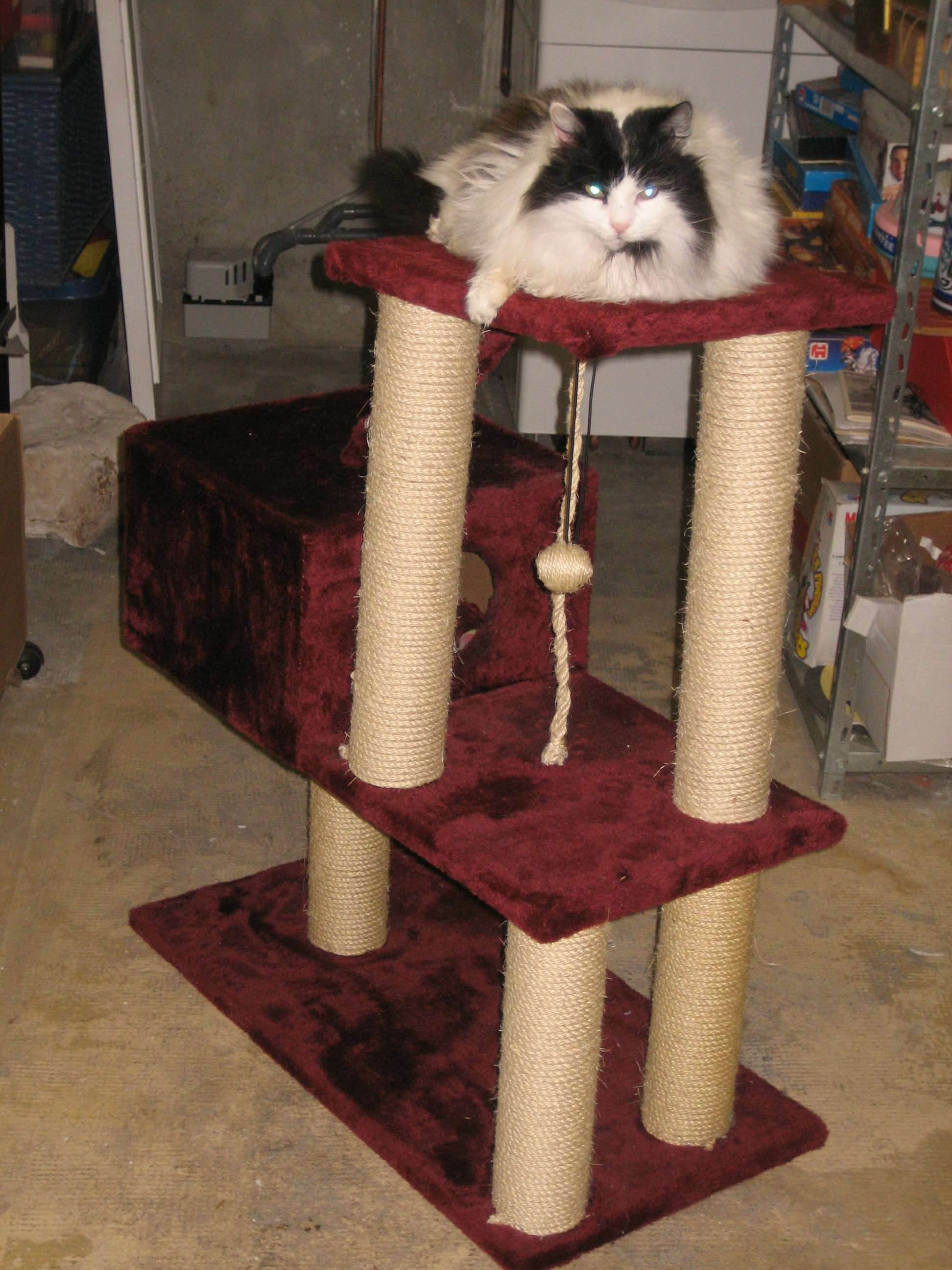
Un arbre à chat.
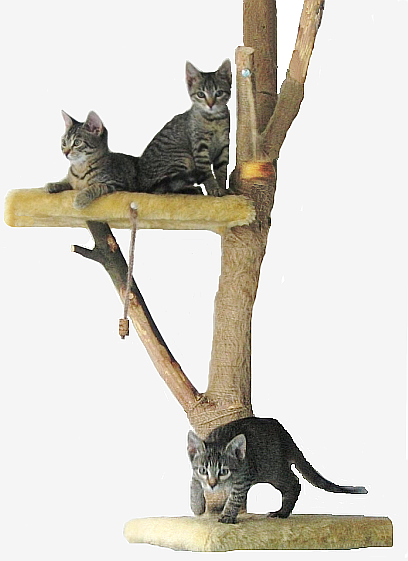
Un autre arbre à chat.
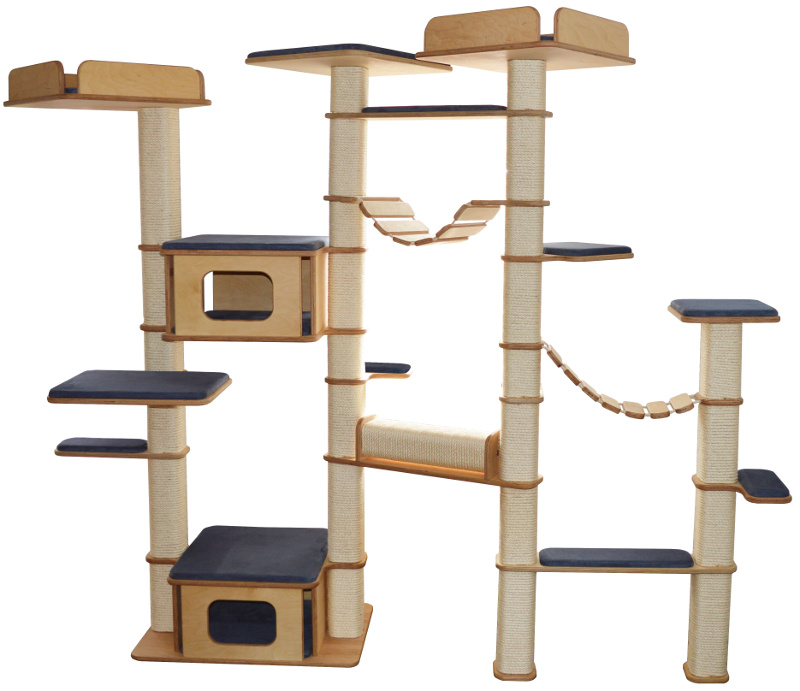
Arbre à chat de grande taille.
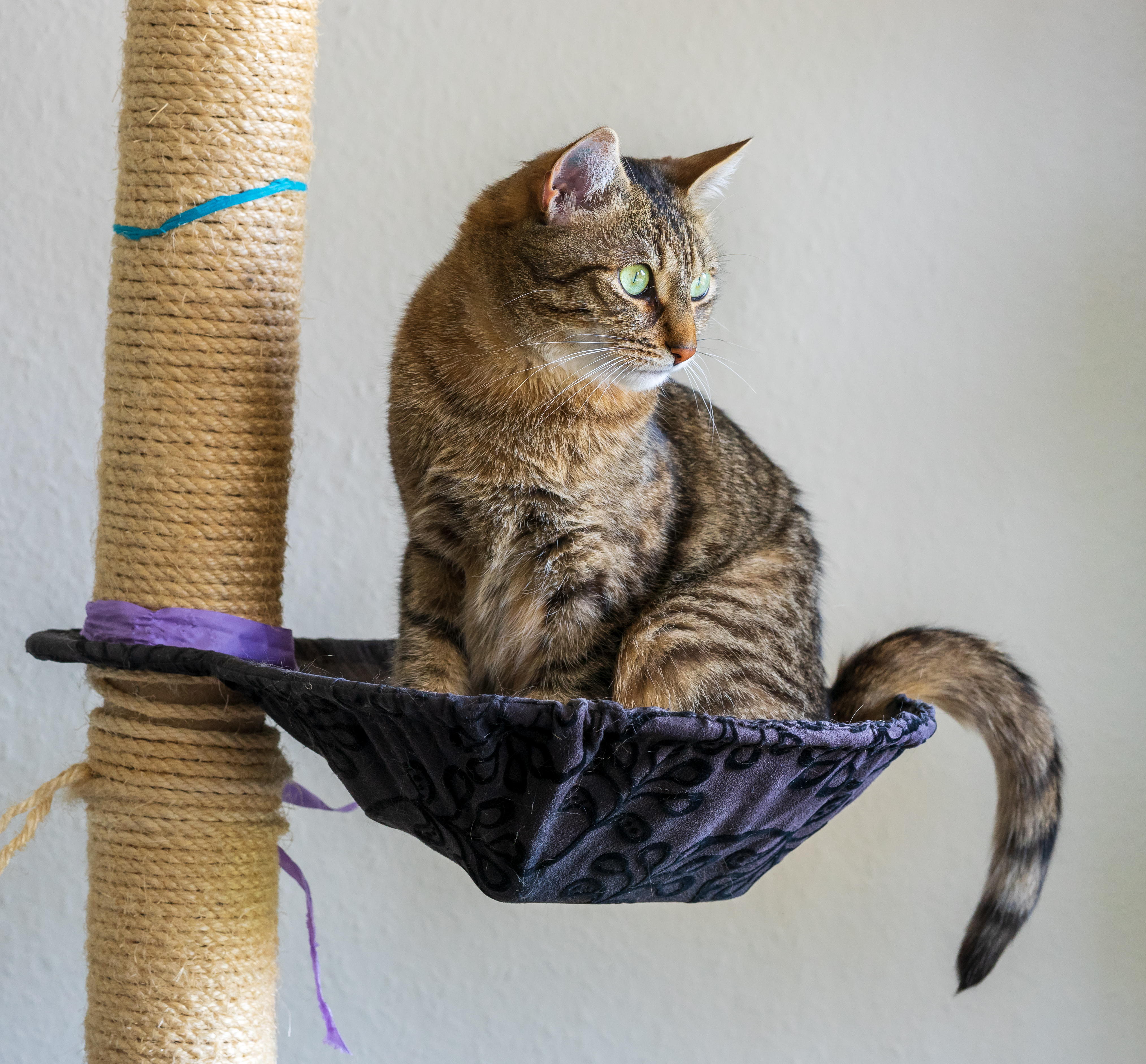
Un matou européen à poil court dans un hamac fixé sur un griffoir d'arbre à chat.
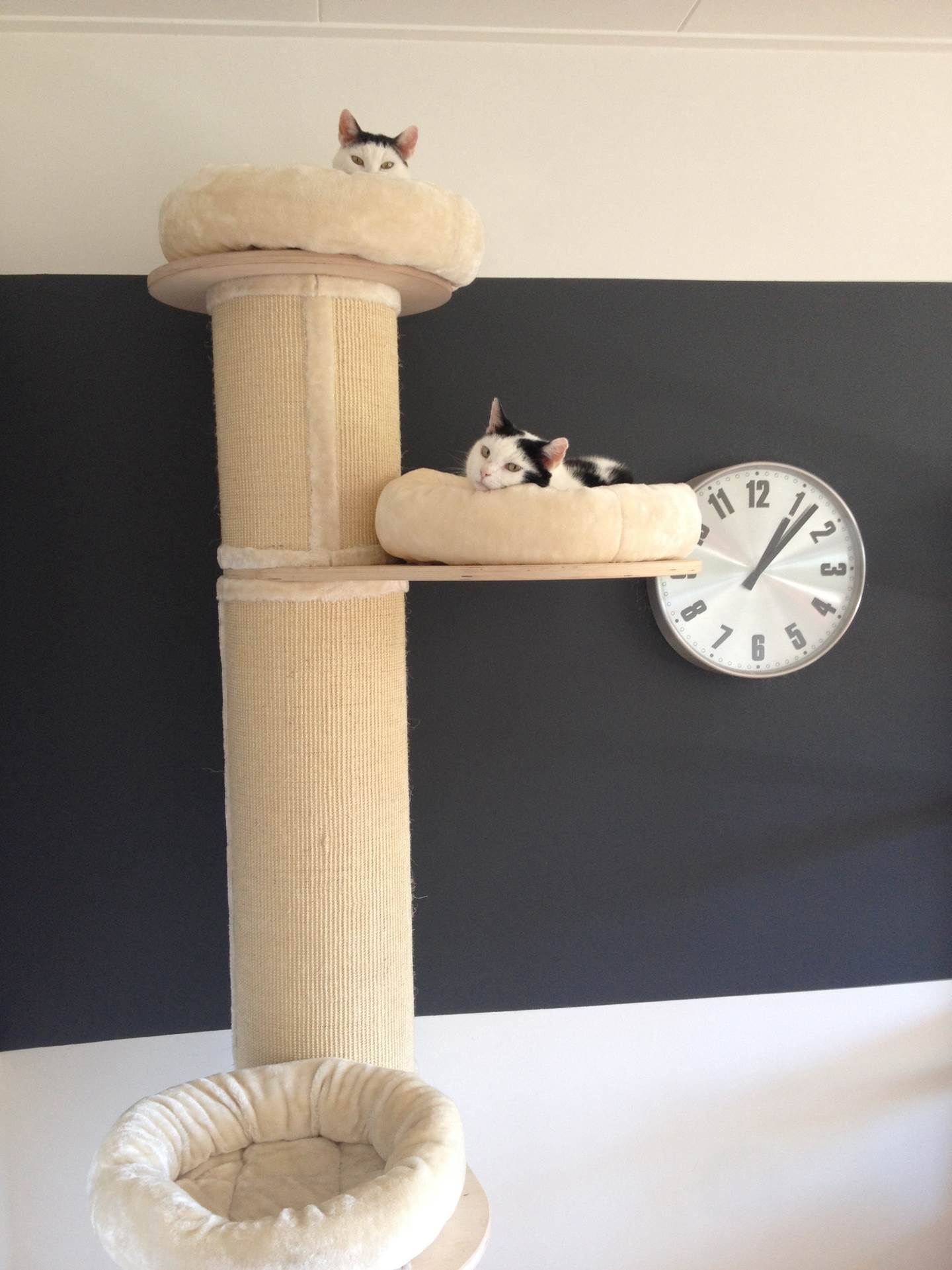
Arbre à chat monté sur un grand griffoir occupé par deux chats à leurs postes d'observation.
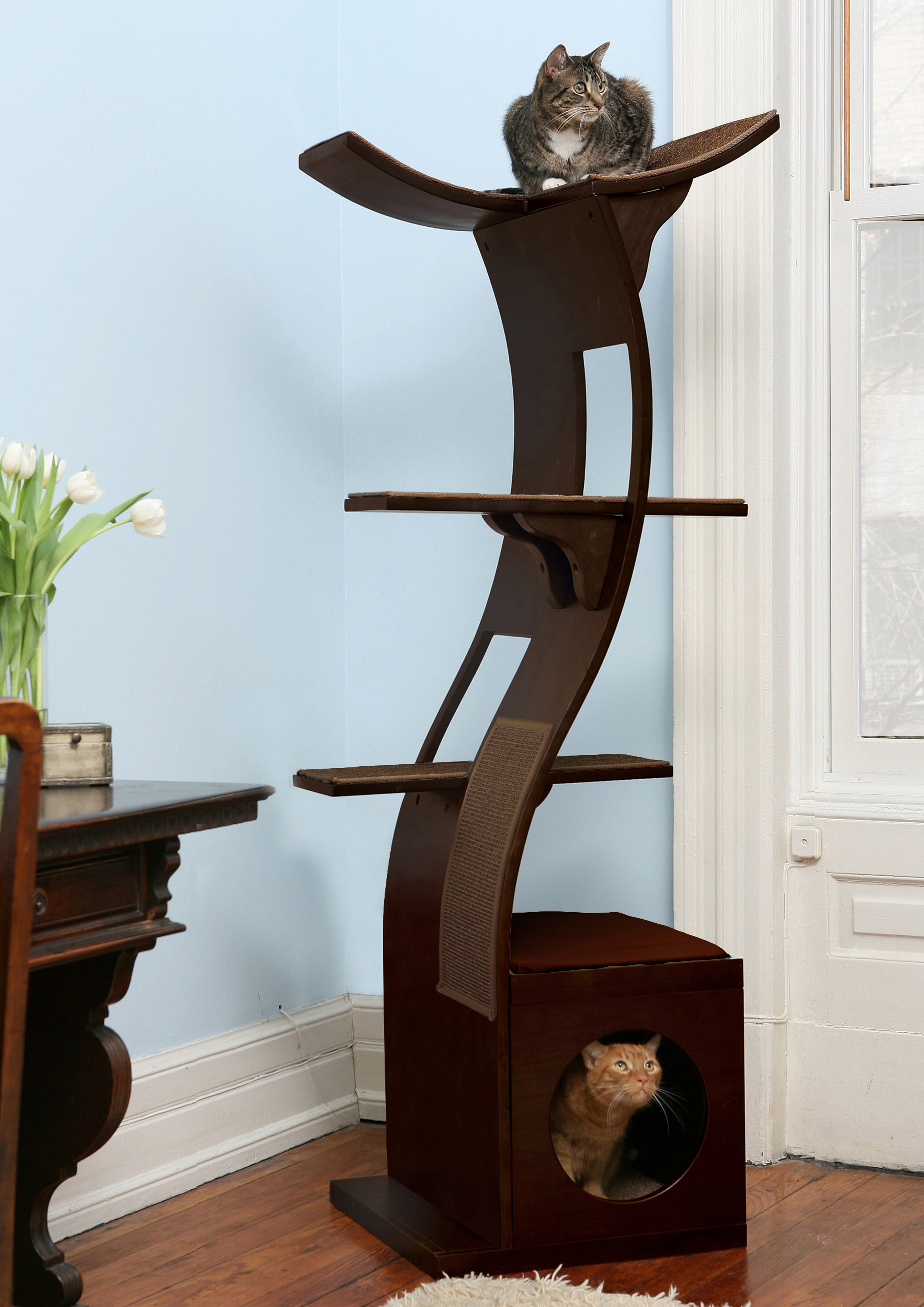
Arbre à chats stylisé.
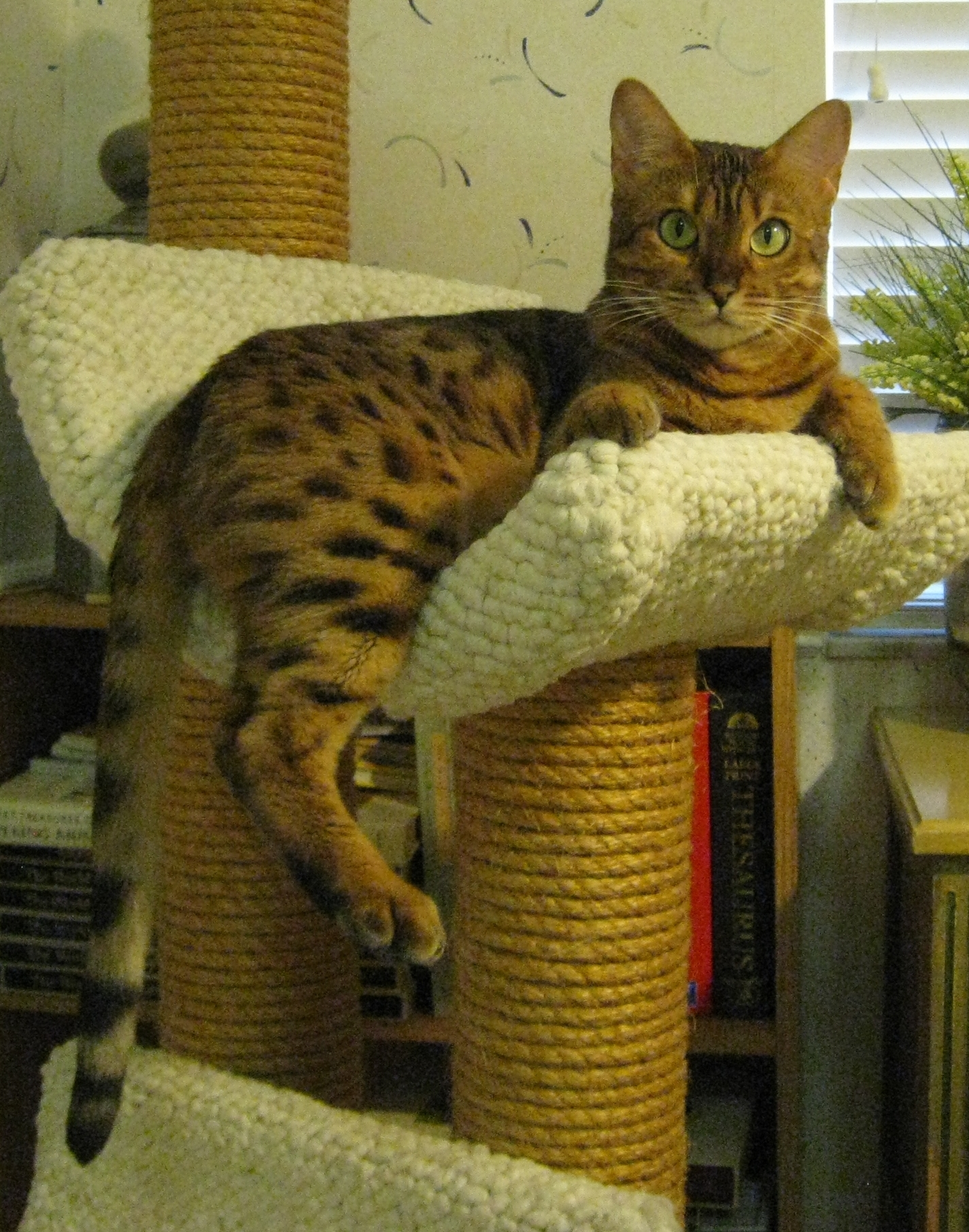
Un Bengal dans un arbre à chat.